# Potage
Potage (/ˈpɒtɪdʒ, poʊˈtɑːʒ/, tên khác UK: /pɒˈ-, pəˈ-/, tiếng Pháp: [pɔtaʒ] ⓘ;từ Old French  pottage 'thực phẩm được nấu trong nồi'  là một loại súp, món hầm, hoặc cháo, trong đó thịt, rau, ngũ cốc, hoa quả, hoặc sự kết hợp của những thành phần được đun sôi cùng với nước, nước dùng, hoặc các chất lỏng khác. 

## Lịch sử
Potage có nguồn gốc từ các món ăn thời trung cổ của miền bắc nước Pháp và ngày càng phổ biến từ thời Trung kỳ Trung cổ trở đi. Một bữa ăn trong bữa tiệc thời trung cổ thường bắt đầu với một hoặc hai món potage, sau đó là thịt nướng.
Các khu vườn kiểu châu Âu thường chứa nhiều loại cây trồng cùng nhau. Người Pháp gọi đây là những khu vườn trồng cây cho potage, vì thu hoạch từ khu vườn đó được dùng để làm potage.
Bản thảo nấu ăn sớm nhất được biết đến bằng tiếng Anh, The Forme of Cury, được viết bởi các đầu bếp triều đình của Vua Richard II vào năm 1390, chứa một số công thức nấu lẩu bao gồm một công thức làm từ bắp cải, giăm bông, hành tây và tỏi tây. Một bản thảo muộn hơn một chút từ những năm 1430 được gọi là Potage Dyvers ("Các loại potage khác nhau"). Từ "pottage" được sử dụng trong các bản dịch Kinh Thánh tiếng Anh sớm nhất, liên quan đến món súp đậu lăng mà Esau trao đổi quyền khai sinh của mình trong Genesis 25:29-34; từ câu chuyện này, cụm từ " mess of pottage " có nghĩa là một cái gì đó hấp dẫn nhưng có giá trị nhỏ được đánh đổi cho một cái gì đó quan trọng hơn nhiều. Trong thời kỳ Tudor, một chế độ ăn uống tốt của nhiều nông dân Anh hầu như chỉ bao gồm potage nước. Một số người thời Tudor ăn các loại rau tự trồng như bắp cải và cà rốt và một số ít có thể bổ sung chất này từ những vườn cây ăn quả với những cây gần đó.
Một số loại potage đặc trưng của ẩm thực thời trung cổ là trái cây, aspic (aspic trong thịt hoặc cá), mawmenny (một món gà thiến hoặc các loại gà tương tự hầm đậm đặc), và lê trong xi-rô. Cũng có nhiều loại potage làm bằng chất lỏng đặc (như sữa và sữa hạnh nhân) với hoa nghiền hoặc trái cây nghiền.
Theo phong tục tôn giáo Catalạn, nếu một ngày hội doble (một "lễ đôi" trong nhà thờ) rơi vào ngày ăn thịt liên tiếp hai bữa potaje được phục vụ, một trong số đó sẽ là một món cơm phủ pho mát hoặc mì, các món thịt hầm khác (tiếng Catalunya: guisado) được nấu trong " salsa " làm từ rượu, giấm, mùi tây, lá lách, gan, nghệ tây, lòng đỏ trứng và các loại gia vị. Hai món potaje cũng được phục vụ cho những ngày ăn cá, đầu tiên là rau bina chất lượng cao từ các khu vườn của tu viện, rồi được phủ ớt hoặc bắp cải hoặc rau diếp (nếu không tìm thấy rau bina), tiếp theo là một bát semolina hoặc mì hoặc cơm nấu với hạnh nhân. sữa, hoặc một bát ngũ cốc groat semolina nêm gia vị với quế.